# Mont Sinaï (Marne)
Pour les articles homonymes, voir Sinaï (homonymie).
Le mont Sinaï est le point culminant de la montagne de Reims et du département de la Marne, en Champagne. Il est situé sur le territoire de la commune de Verzy. Au sommet, se trouvent un observatoire militaire et une table d'orientation.

## Histoire militaire
À partir d'octobre 1914, un observatoire est implanté sur les hauteurs du village de Verzy. Le mois précédent (le 13 septembre), Reims avait été libérée par les troupes françaises. Le mont offre alors un point de vue idéal pour observer les positions allemandes qui, disposées de l'autre côté de la Vesle, occupent les collines environnantes (mont de Berru et mont Haut, notamment).
Pendant quatre ans, les Français scrutent l'horizon depuis ce point haut. Le général Gouraud, commandant de la IVe Armée, s'y rend régulièrement.
Cet observatoire fait partie d'un dispositif qui comprend aussi les observatoires du moulin de Verzenay, près de Reims, et celui du mont Grippé, situé plus au sud, à Villers-Marmery.
Au lendemain de la guerre, il paraît essentiel de conserver les sites les plus remarquables de l'organisation du front pendant les combats. En janvier 1922, l'observatoire du Mont Sinaï est classé au titre des monuments historiques.